# Province de Grenade
Pour les articles homonymes, voir Grenade.
La province de Grenade (en espagnol : Provincia de Granada) est l'une des huit provinces de la communauté autonome d'Andalousie, dans le sud de l'Espagne. Sa capitale est la ville de Grenade. Elle dérive de l'histoire du royaume de Grenade. 

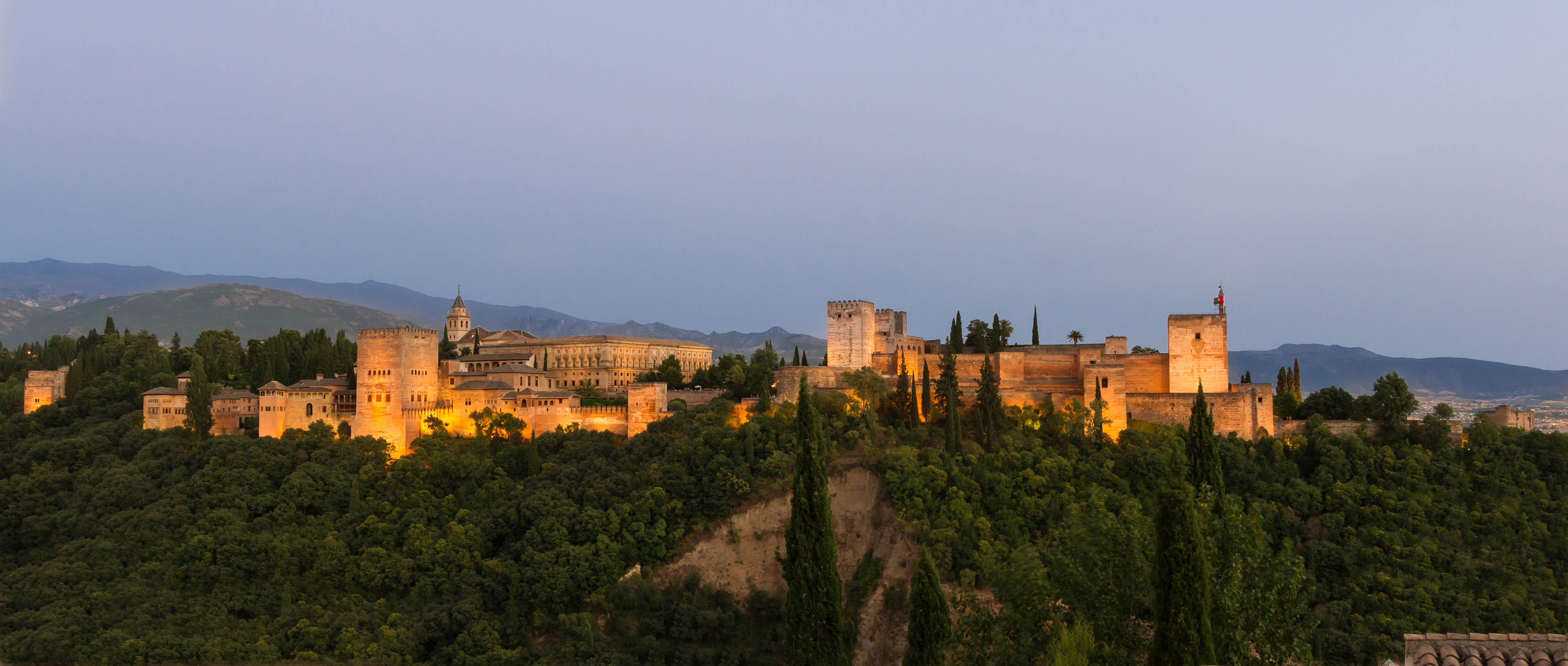
Alhambra au crépuscule, Grenade, Espagne

## Géographie
La province de Grenade est située au sud-est de la communauté autonome et couvre une superficie de 12 531 km2.
La province de Grenade est bordée au nord par la province de Jaén, au nord-est par la province d'Albacete (communauté autonome de Castille-La Manche) et la région de Murcie, à l'est par la province d'Almería, au sud par la mer Méditerranée, à l'ouest par la province de Malaga et au nord-ouest par la province de Cordoue.

## Subdivisions

### Comarques
La province de Grenade est divisée en dix comarques :
- Comarque de Alhama (Comarca de Alhama)
- Alpujarra Granadina
- Comarque de Baza (Comarca de Baza)
- Costa Granadina
- Comarque de Guadix (Accitania) (Comarca de Guadix (Accitania))
- Comarque de Huéscar (Comarca de Huéscar)
- Los Montes
- Comarque de Loja (Comarca de Loja)
- Valle de Lecrín
- Vega de Granada

### Communes
La province de Grenade compte 169 communes (municipios en espagnol).

## Économie

### Énergies renouvelables
Début 2024, le Conseil (régional) et le ministère (national) ont autorisé l'implantation de structures produisant 2 634 MW en énergies renouvelables ; ajouté aux structures déjà existantes, la production prévue serait le double des besoins de la province et occuperait 18 051 ha (la municipalité de la ville de Grenade n'occupe que 8 800 ha), dont
8 757 ha pour des parcs éoliens et 9 294 ha pour des usines photovoltaïques. Guillermo Gámez Rodríguez et Rafael Martín Pérez, du laboratoire de recherches et action territoriale (Laboratorio de Investigación y Acción Territorial) de l'université de Grenade, estiment même que ce chiffre est en-dessous de la réalité : il est basé sur une centaine de projets d'installations pour lesquels des accords ont été sollicités en 2022, et d'autres projets s'y sont ajoutés par la suite.

Ce dans un climat social de plus en plus contestataire vis-à-vis de  l'extrême prolifération de ces installations, une pléthore mal vécue comme un mal social à multiples facettes.

## Dans la culture
En 1926, le poète soviétique Mikhaïl Svetlov écrit une chanson sur un partisan de la Guerre civile russe qui rêve de combattre pour l'indépendance de la province de Grenade, ayant appris l’existence de cette contrée dans un livre,,.